# Catharylla
Catharylla là một chi bướm đêm thuộc họ Crambidae.

## Hình ảnh

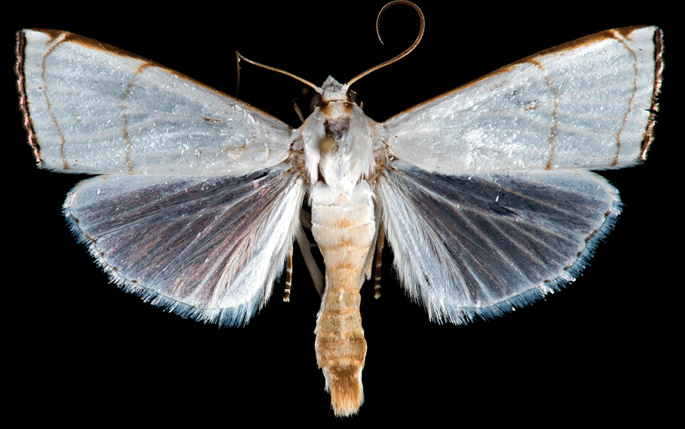
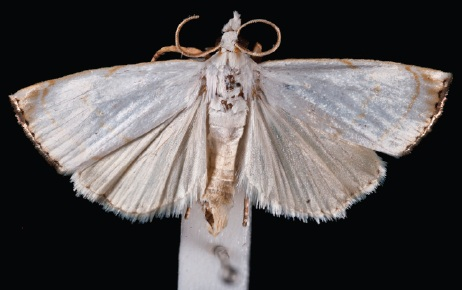
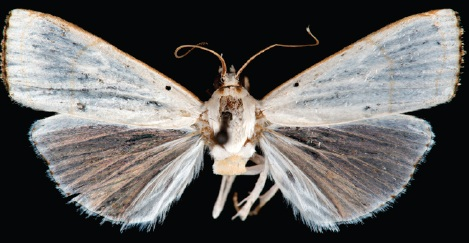
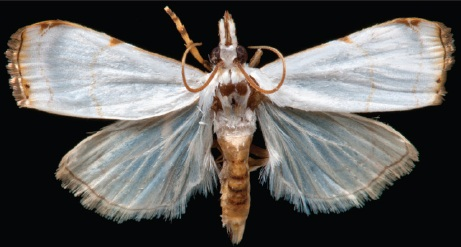